# Torneo di Vienna 1873

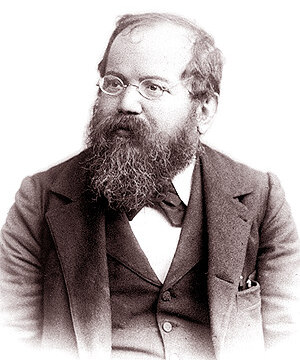
Wilhelm Steinitz, vincitore del torneo.

Il torneo di Vienna 1873 è stato uno storico torneo internazionale di scacchi, disputato nell'ambito della   Fiera mondiale di Vienna del 1873.

## Descrizione
Le partite si tennero dal 21 giugno al 29 agosto nelle sale del Wiener Schachgesellschaft, il circolo di scacchi di Vienna. L'imperatore Francesco Giuseppe, i baroni Albert von Rothschild e Ignatz von Kolisch finanziarono il torneo (lo stesso Rothschild avrebbe finanziato il torneo del 1882 e del 1898).
Al torneo presero parte dodici giocatori, di cui sei dell'Austria-Ungheria e sei di altri paesi. Fu disputato con la formula del girone all'italiana, ma ogni giocatore affrontava gli altri in un mini-match di tre partite (in caso di 2–0 nelle prime due partite la terza non si giocava). Al vincitore di ogni mini-match veniva assegnato un punto, in caso di pareggio mezzo punto ad entrambi i giocatori e al perdente zero punti. Il limite di tempo era di venti mosse per ogni ora di gioco.
Joseph Blackburne e Wilhelm Steinitz terminarono il torneo a pari punti (10 /11), staccando di un punto e mezzo Adolf Anderssen. Nonostante il mini-match tra i due fosse stato vinto da Blackburne (+2 =1), venne disputato uno spareggio, che vide vincitore Steinitz per due a zero.
È da notare che Steinitz vinse tutte le ultime 14 partite del torneo, più 2 nello spareggio; avendo conseguito 9 vittorie consecutive in tornei precedenti, stabilì il record, tuttora imbattuto, di 25 vittorie consecutive.
Steinitz ottenne un premio di 1.000 fiorini e 200 ducati d'oro, Blackburne 600 fiorini, Anderssen 300 e Rosenthal 200.

## Classifica del torneo
Nota: il punteggio comprende le due partite di spareggio.
| #  | Giocatore                              | Risultato | Punti |
| -- | -------------------------------------- | --------- | ----- |
| 1  | Wilhelm Steinitz (GBR)                 | +20 –2 =5 | 22½   |
| 2  | Joseph Blackburne (GBR)                | +20 –9 =3 | 21½   |
| 3  | Adolf Anderssen (DEU)                  | +17 –9 =4 | 19    |
| 4  | Samuel Rosenthal (FRA)                 | +14 –9 =2 | 15    |
| 5  | Henry Edward Bird (GBR)                | +14 –9 =1 | 14½   |
| 6  | Louis Paulsen (DEU)                    | +12 –9 =4 | 14    |
| 7  | Josef Heral (Austria-Ungheria)         | +9 –16 =6 | 12    |
| 8  | Adolf Schwarz (Austria-Ungheria)       | +6 –15 =9 | 10½   |
| 9  | Maximilian Fleissig (Austria-Ungheria) | +8 –14 =5 | 10½   |
| 10 | Oscar Gelbfuhs (Austria-Ungheria)      | +6 –15 =8 | 10½   |
| 11 | Philipp Meitner (Austria-Ungheria)     | +4 –12 =9 | 8½    |
| 12 | Karl Pitschel (Austria-Ungheria)       | +3 –14 =4 | 5     |